# L'Homme sans tête
Pour plus de détails, voir Fiche technique et Distribution.
L'Homme sans tête est un court métrage franco-argentin réalisé par Juan Solanas sorti en 2003.

## Synopsis
Le film décrit, comme son nom le suggère, la vie d'un homme sans tête qui se prépare à son rendez-vous galant.

## Fiche technique
- Titre : L'Homme sans tête
- Réalisation : Juan Solanas
- Musique : Vincent Artaud
- Montage : Olivier Mauffroy
- Production : Juan Solanas
- Son : Franck Marchal
- Mixage : François Groult

## Distribution
- Alain Hocine : Monsieur Phelps
- Ambre Boukebza : la jeune femme
- Salah Teskouk : le marchand de têtes
- Christophe Botti : le marchand de têtes 2
- Stéphane Botti : Monsieur Phelps 2
- Lucien Jean-Baptiste : Monsieur Phelps 3

## Distinctions
- Prix du jury du court-métrage du Festival de Cannes 2003
- César du meilleur court-métrage 2004
- Prix collectif du meilleur acteur Festival Belo Horizonte|2004